# كابرا ديل سانتو كريستو
بلدية كابرا ديل سانتو كريستو (بالإسبانية: Cabra del Santo Cristo) هي بلدية تقع في مقاطعة خاين التابعة لمنطقة أندلوسيا جنوب إسبانيا.

## الديموغرافيا
بلغ عدد سكان بلدية كابرا ديل سانتو كريستو 2.055 نسمة عام 2011 (وفقاً للمعهد الوطني للإحصاء الإسباني).
| 2.280 | 2.275 | 2.247 | 2.246 | 2.157 | 2.101 | 2.055 |